# Pappa Bom
Pappa Bom är en svensk komedifilm från 1949 i regi av Lars-Eric Kjellgren. I huvudrollerna ses Nils Poppe, Else-Merete Heiberg, Gunnar Björnstrand och Sif Ruud. Detta är den andra filmen i Bom-serien, uppföljare till Soldat Bom (1948).

## Handling
Fabian Bom är auktionsutropare och finner ett litet barn i en vagga som ska auktioneras ut. 

## Om filmen
Filmen premiärvisades 19 december 1949. 

## Rollista i urval
- Nils Poppe - Fabian Bom, auktionsförrättare
- Gunnar Björnstrand - Fritjof Krafft, idrottsman
- Else-Merete Heiberg - Lena Brodin, ensamstående mor
- Sif Ruud - Adela Pettersson, änka med affär
- Julia Cæsar - Euphemia Olsson, barnhemsföreståndarinna
- Arne Lindblad - Anton Söderberg, Boms medhjälpare
- Nils Hallberg - Sprallis, idrottsman
- Rolf Botvid - Fimpen, idrottsman
- Georg Adelly - Puman, idrottsman
- Torsten Tegnér - Torsten Tegnér
- Olle Tandberg - Olle Tandberg, boxare
- Henry "Garvis" Carlsson - Garvis Carlsson
- Arne Andersson - Arne Andersson, löpare
- Henry Kälarne - Henry Kälarne, löpare
- Åke Seyffarth - Åke Seyffarth
- Eddy Andersson - "Valpen" Axelsson, brottare
- Glenn Olsson - Tommy

## Musik i filmen
- An der schönen blauen Donau, op. 314, kompositör Johann Strauss d.y., instrumental.
- Modelka framförs av en okänd rysk operasångerska
- Ett folk. Sverige, kompositör Wilhelm Stenhammar, text Verner von Heidenstam, sång Nils Poppe
- En glad trall eller Tre trallande jäntor (Three Swinging Girls), kompositör Felix Körling, text Gustaf Fröding engelsk text Chuck Lane, sång Nils Poppe
- Videvisan (Sov, du lilla videung), kompositör Alice Tegnér, text Zacharias Topelius
- Ein Sommernachtstraum. Hochzeitmarsch (En midsommarnattsdröm. Bröllopsmarsch), kompositör Felix Mendelssohn-Bartholdy, instrumental.
- La Marseillaise (Marseljäsen, kompositör och text Claude Joseph Rouget de Lisle svensk text 1889 Edvard Fredin, instrumental.
- The Stars and Stripes Forever! (Under stjärnbaneret), kompositör John Philip Sousa, instrumental.
- Ja, må han leva!

## DVD
Filmen gavs ut på DVD 2008 och 2016.